# Listă de organizații anarhiste
IFA
```
   Anarchist Federation of Romania
   Anarchist Federation of Belarus
   Fédération Anarchiste
   Föderation Deutschsprachiger AnarchistInnen
   Federación Anarquista Ibérica
   Federación Libertaria Argentina
   Federation of Anarchists in Bulgaria
   Federazione Anarchica Italiana
   International of Anarchist Federations
   Československá Anarchistická Federácia
```

IWA
```
   AIT-Secção Portuguesa ( Portugalia )
   Anarho-sindikalistička inicijativa ( Serbia )
   Confédération nationale du travail ( France )
   Confederação Operária Brasileira (Brazil)
   Confederación Nacional del Trabajo (Spania)
   Federación Obrera Regional Argentina
   Freie Arbeiterinnen und Arbeiter-Union (Germany)
   International Workers Association
   Konfederatsiya Revolyutsionnikh Anarkho-Sindikalistov ( Rusia )
   Priama Akcia (Slovackia)
   Solidarity Federation ( U.K. )
   Unione Sindacale Italiana
   Związek Syndykalistów Polski ( Polonia )
```